# Brookfield (Victoria)
Brookfield is een voorstad van Melbourne in de Australische deelstaat Victoria. Bij de telling van 2016 had Brookfield 9216 inwoners.